# Apolysis mitis
Apolysis mitis är en tvåvingeart som först beskrevs av Cresson 1915.  Apolysis mitis ingår i släktet Apolysis och familjen svävflugor. Inga underarter finns listade i Catalogue of Life.